# کهنه‌آب
کهنه‌آباد، روستایی است از توابع بخش مرکزی شهرستان سبزوار استان خراسان رضوی ایران.

## جمعیت
این روستا در دهستان قصبه غربی قرار داشته و بر اساس سرشماری سال ۱۳۸۵ جمعیت آن ۱۵۹۹ نفر (۴۵۳ خانوار)
بوده‌است.